# Теодора Мирчић
Теодора Мирчић (3. март 1988) је бивша српска професионална тенисерка. Током своје каријере освојила је три сингл и 33 титуле у дублу на ИТФ Женски међународни тениски турнир, а играла је и за женску тениску репрезентацију Србије.

## Лични живот
Теодора Мирчић рођена је у породици Миомира и Драгиње Мирчић у Београду, а има и брата Радована.  Велики љубитељ спорта, као омиљену подлогу наводи тврду подлогу, а своје идоле Роџера Федерера и Монику Селеш. Мирчић је са 8 година почела да тренира тенис у београдском тениском клубу Ас. Тренирала је на Тениској академији Ник Болетијери у Брејдентону, са пуном стипендијом, а тренутно живи у Сарасоти. Такође је стекла диплому из психологије на Универзитету Индијана Ист.

## Тениска каријера
Теодора Мирчић била је једна од најбољих играчица дублова које је Србија имала на професионалној турнеји. Она је једина српска тенисерка која је освојила тридесет и три ИТФ титуле у дублу. У синглу, Мирчић је увек била међу првих 5 у земљи. Као млада играчица, почела је да се такмичи на ВТА Турниру и ИТФ Женском међународном тениском турниру. Такође је освојила три ИТФ титуле у синглу. Мирчићева је као млада играла свој први ВТА Турниру квалификације 2005. године на Великој награди у Будимпешти. Затим је зарадила џокер карту за Велику награду Будимпеште 2006, изгубивши од Каје Канепи у првом колу. Мирчићева је 2009. године играла квалификације за два ВТА турнира, Мароко Опен и Отворено првенство Шведске. На Великој награди у Будимпешти 2011. играла је квалификације у синглу, изгубивши од Александре Крунић у другом колу. Заједно са Лором Торп, Мирчић се такмичила у дублу на Палермо Опену 2011 . Пар је победио четврте носиоце Сорану Крстеа и Андреју Клепача у супер тајбрејку у првом колу и касније стигао до полуфинала. Изгубила је од Карин Кнап у последњој рунди сингла квалификација. Мирчићева је стигла до још једног полуфинала дублова на ВТА турниру, са Вероником Капшај у Бад Гаштајну (јул 2013), као и до четвртфинала на Ташкент опену.
Мирчић је у женској тениској репрезентацији Србије дошла 2008. године, играјући са Јеленом Јанковић, Аном Ивановић и Аном Јовановић против Пољске. Ивановићева је савладала Уршулу Радвањску, а затим Јанковићева Агњешку Радвањску и тако Србији обезбедила пласман у Светску групу. Мирчић и Јовановић су изгубили од Клаудије Јанс и Алицје Росолске у низовима. Исти тим Србије играо је против Хрватске. Мирчићева је изгубила меч у синглу, али су Јанковић, Ивановић и Јовановић победили своје противнице, а Србија је победила са 3–2. Мирчић и Јовановић су такође играли меч дублова, али су се повукли за коначни резултат 4–1. Мирчић није играла у Фед купу од 2008. године.

## Финале ИТФ купа
| $50,000 турнири |
| $25,000 турнири |
| $10,000 турнири |

### Појединачно: 6 (3–3)
| Резултат | бр. | Датум            | Турнир                            | Површина | Противник               | Резултат |
| -------- | --- | ---------------- | --------------------------------- | -------- | ----------------------- | -------- |
| Губитак  | 1.  | 11. јула 2004    | ИТФ Феликстоу, Велика Британија   | Трава    | Аманда Џејнс            | 2–6, 1–6 |
| Победа   | 1.  | 1. јула 2007     | ИТФ Сарајево, Босна и Херцеговина | Глина    | Каролина Јовановић      | 6–3, 6–3 |
| Губитак  | 2.  | 27. октобар 2007 | ИТФ Саинт-Денис, Француска        | Тврд     | Virginie Pichet         | 1–6, 3–6 |
| Губитак  | 3.  | 20. фебруар 2011 | ИТФ Анталија, Турска              | Глина    | Christina Shakovets     | 4–6, 1–6 |
| Победа   | 2.  | 12. август 2012  | ИТФ Пирот, Србија                 | Глина    | Lina Gjorcheska         | 6–3, 6–1 |
| Победа   | 3.  | 7. април 2013    | ИТФ Ираклион, Грчка               | Тепих    | Александра Караманолева | 6–0, 6–1 |

### Дубл: 49 (33–16)
| Result  | No. | Date               | Tournament                        | Surface | Partner               | Opponents                               | Score                  |
| ------- | --- | ------------------ | --------------------------------- | ------- | --------------------- | --------------------------------------- | ---------------------- |
| Губитак | 1.  | 15. септембар 2006 | ITF Torre del Greco, Италија      | Глина   | Emilia Desiderio      | Andreea Vaideanu Erika Zanchetta        | 1–6, 6–1, 1–6          |
| Победа  | 1.  | 23. септембар 2006 | ITF Lecce, Италија                | Глина   | Ekaterina Lopes       | Kildine Chevalier Adriana Serra Zanetti | 7–6(4), 6–4            |
| Победа  | 2.  | 22. октобар 2006   | ITF Dubrovnik, Хрватска           | Глина   | Ana Veselinović       | Ana Jovanović Polona Reberšak           | 6–4, 7–5               |
| Победа  | 3.  | 29. октобар 2006   | ITF Dubrovnik, Хрватска           | Глина   | Stefanie Haidner      | Aleksandra Lukič Patricia Vollmeier     | 6–4, 6–3               |
| Губитак | 2.  | 1. април 2007      | ITF Hammond, САД                  | Тврд    | Marie-Ève Pelletier   | Chan Chin-wei Tetiana Luzhanska         | 1–6, 6–7(3)            |
| Губитак | 3.  | 9. јун 2007        | Zagreb Ladies Open, Хрватска      | Глина   | Danica Krstajić       | Ana Jovanović Anastasia Poltoratskaya   | 6–0, 4–6, 1–6          |
| Победа  | 4.  | 23. јун 2007       | ITF Fontanafredda, Италија        | Глина   | Mervana Jugić-Salkić  | Carmen Klaschka Magda Mihalache         | 6–2, 6–1               |
| Победа  | 5.  | 29. јун 2007       | ITF Sarajevo, Босна и Херцеговина | Глина   | Karolina Jovanović    | Katarína Poljaková Zuzana Zlochová      | 6–1, 6–0               |
| Победа  | 6.  | 5. јул 2007        | ITF Båstad, Шведска               | Глина   | Hanna Nooni           | Mervana Jugić-Salkić Anna Koumantou     | 7–5, 7–5               |
| Победа  | 7.  | 27. октобар 2007   | ITF Saint-Denis, Француска        | Тврд    | Marinne Giraud        | Florence Haring Virginie Pichet         | 6–2, 7–5               |
| Победа  | 8.  | 2. децембар 2007   | ITF Sintra, Португалија           | Глина   | Caroline Maes         | Neuza Silva Roxane Vaisemberg           | 6–4, 6–1               |
| Победа  | 9.  | 21. март 2008      | ITF Noida, Индија                 | Тврд    | Lenka Tvarošková      | Kelly Anderson Chanelle Scheepers       | 6–2, 6–7(7), [10–6]    |
| Губитак | 4.  | 14. мај 2008       | ITF Szczecin, Пољска              | Глина   | Emma Laine            | Iveta Gerlová Tereza Hladíková          | 1–6, 4–6               |
| Победа  | 10. | 24. мај 2008       | ITF Moscow, Русија                | Глина   | Emma Laine            | Maria Kondratieva Oksana Teplyakova     | 7–6(5), 6–2            |
| Победа  | 11. | 21. јун 2008       | ITF Istanbul, Турска              | Тврд    | Lenka Tvarošková      | Stefania Boffa Nikola Fraňková          | 7–5, 7–6(4)            |
| Победа  | 12. | 27. јул 2008       | ITF Les Contamines, Француска     | Тврд    | Mervana Jugić-Salkić  | Justine Ozga Darina Šeděnková           | 6–1, 6–4               |
| Губитак | 5.  | 15. август 2008    | Palić Open, Србија                | Глина   | Mervana Jugić-Salkić  | Olga Brózda Magdalena Kiszczyńska       | 3–6, 5–7(6)            |
| Победа  | 13. | 30. август 2008    | ITF Vlaardingen, Холандија        | Глина   | Mervana Jugić-Salkić  | Irina Kuzmina Anastasia Poltoratskaya   | 6–1, 6–2               |
| Победа  | 14. | 22. новембар 2008  | ITF Phoenix, Маурицијус           | Тврд    | Lenka Tvarošková      | Kelly Anderson Natalie Grandin          | 6–4, 3–6, [10–4]       |
| Победа  | 15. | 12. април 2009     | ITF Šibenik, Хрватска             | Глина   | Nataša Zorić          | Tina Obrez Mika Urbančič                | 6–0, 6–3               |
| Победа  | 16. | 17. јул 2009       | ITF Rome, Италија                 | Глина   | María Irigoyen        | Elisa Balsamo Stefania Chieppa          | 7–5, 6–2               |
| Победа  | 17. | 5. септембар 2009  | ITF Brčko, Босна и Херцеговина    | Глина   | Karolina Jovanović    | Patricia Chirea Petra Pajalič           | 6–4, 6–1               |
| Губитак | 6.  | 13. септембар 2009 | Open Porte du Hainaut, Француска  | Глина   | Magdalena Kiszczyńska | Elena Chalova Ksenia Lykina             | 4–6, 3–6               |
| Губитак | 7.  | 10. октобар 2009   | Royal Cup, Црна Гора              | Глина   | Karolina Jovanović    | Nicole Clerico Karolina Kosińska        | 7–6(4), 4–6, [4–10]    |
| Губитак | 8.  | 25. април 2010     | Hardee's Pro Classic, САД         | Глина   | María Irigoyen        | Alina Jidkova Anastasia Yakimova        | 4–6, 2–6               |
| Победа  | 18. | 12. јун 2010       | ITF Budapest, Мађарска            | Глина   | Lenka Wienerová       | Anna Livadaru Florencia Molinero        | 6–4, 6–1               |
| Победа  | 19. | 2. јул 2010        | Bella Cup Toruń, Пољска           | Глина   | Marija Mirkovic       | Katarzyna Piter Barbara Sobaszkiewicz   | 4–6, 6–2, [10–5]       |
| Победа  | 20. | 10. јул 2010       | ITF Aschaffenburg, Немачка        | Глина   | Erika Sema            | Elena Bogdan Andrea Koch Benvenuto      | 7–6(4), 2–6, [10–8]    |
| Губитак | 9.  | 6. август 2010     | ITF Moscow, Русија                | Глина   | Marija Mirkovic       | Nadejda Guskova Valeria Solovyeva       | 6–7(5), 3–6            |
| Губитак | 10. | 15. јануар 2011    | GB Pro-Series Glasgow, УК         | Тврд    | Jasmina Tinjić        | Ulrikke Eikeri Isabella Shinikova       | 4–6, 4–6               |
| Победа  | 21. | 12. фебруар 2011   | ITF Antalya, Турска               | Глина   | Marina Shamayko       | Sultan Gönen Anna Karavayeva            | 6–4, 6–4               |
| Губитак | 11. | 29. април 2011     | ITF Minsk, Белорусија             | Тврд    | Nicole Rottmann       | Lyudmyla Kichenok Nadiya Kichenok       | 1–6, 2–6               |
| Победа  | 22. | 18. јун 2011       | ITF Istanbul, Турска              | Тврд    | Marta Domachowska     | Daniella Dominikovic Melis Sezer        | 6–4, 6–2               |
| Победа  | 23. | 10. септембар 2011 | Saransk Cup, Русија               | Глина   | Mihaela Buzărnescu    | Eva Hrdinová Veronika Kapshay           | 6–3, 6–1               |
| Губитак | 12. | 19. март 2012      | ITF Antalya, Турска               | Глина   | Claudia Giovine       | Evelyn Mayr Julia Mayr                  | 2–6, 3–6               |
| Победа  | 24. | 23. април 2012     | ITF San Severo, Италија           | Глина   | Anastasia Grymalska   | Chiara Mendo Giulia Sussarello          | 6–2, 6–4               |
| Победа  | 25. | 26. мај 2012       | ITF Timișoara, Румунија           | Глина   | Andreea Mitu          | Lina Gjorcheska Dalia Zafirova          | 6–1, 6–2               |
| Губитак | 13. | 4. јун 2012        | ITF Qarshi, Узбекистан            | Глина   | Veronika Kapshay      | Valentyna Ivakhnenko Kateryna Kozlova   | 5–7, 3–6               |
| Победа  | 26. | 25. јун 2012       | ITF Izmir, Турска                 | Глина   | Ana Bogdan            | Abbie Myers Melis Sezer                 | 6–3, 3–0 ret.          |
| Губитак | 14. | 25. јун 2012       | Save Cup Mestre, Италија          | Глина   | Réka Luca Jani        | Mailen Auroux Maria Irigoyen            | 7–5, 4–6, [8–10]       |
| Губитак | 15. | 4. фебруар 2013    | ITF Antalya, Турска               | Глина   | Ana Bogdan            | Giulia Bruzzone Martina Caregaro        | 3–6, 6–1, [6–10]       |
| Победа  | 27. | 11. фебруар 2013   | ITF Antalya, Турска               | Глина   | Raluca Elena Platon   | Ekaterine Gorgodze Sofia Kvatsabaia     | 1–6, 4–5 ret.          |
| Победа  | 28. | 1. април 2013      | ITF Heraklion, Грчка              | Тепих   | Vivien Juhászová      | Giulia Sussarello Sara Sussarello       | 7–5, 6–7(7), [10–4]    |
| Победа  | 29. | 8. април 2013      | ITF Heraklion, Грчка              | Тепих   | Marina Melnikova      | Giulia Sussarello Despina Papamichail   | 6–1, 6–4               |
| Победа  | 30. | 13. мај 2013       | ITF Balikpapan, Индонезија        | Тврд    | Naomi Broady          | Chen Yi Xu Yifan                        | 6–3, 6–3               |
| Победа  | 31. | 20. мај 2013       | ITF Tarakan, Индонезија           | Тврд    | Naomi Broady          | Tang Haochen Tian Ran                   | 6–2, 1–6, [10–5]       |
| Губитак | 16. | 3. јун 2013        | ITF Qarshi, Узбекистан            | Глина   | Veronika Kapshay      | Margarita Gasparyan Polina Pekhova      | 2–6, 1–6               |
| Победа  | 32. | 16. септембар 2013 | ITF Dobrich, Бугарска             | Глина   | Xenia Knoll           | Isabella Shinikova Dalia Zafirova       | 7–5, 7–6(5)            |
| Победа  | 33. | 20. јануар 2014    | ITF Daytona Beach, САД            | Глина   | Nicole Melichar       | Asia Muhammad Allie Will                | 6–7(5), 7–6(1), [10–1] |

## Учешће у Фед купу

### Појединачно (0–1)
| Едитион                         | Роунд        | Датум          | Против   | Површина | Противник | Резултат | Резултат |
| ------------------------------- | ------------ | -------------- | -------- | -------- | --------- | -------- | -------- |
| Фед куп 2008 — Светска група II | Четвртфинале | 26. април 2008 | Хрватска | Тврд     | Ана Врљић | Губитак  | 4–6, 5–7 |

### Дубл (0–2)
| Едитион                         | Роунд        | Датум           | Против   | Површина | Партнер       | Противници                      | Резултат | Резултат |
| ------------------------------- | ------------ | --------------- | -------- | -------- | ------------- | ------------------------------- | -------- | -------- |
| Фед куп 2008.                   | Раунд Робин  | 31. јануар 2008 | Пољска   | Тепих    | Ана Јовановић | Клаудиа Јанс Алицја Росолска    | Губитак  | 3–6, 2–6 |
| Фед куп 2008 — Светска група II | Четвртфинале | 27. април 2008  | Хрватска | Тврд     | Ана Јовановић | Јелена Костанић Тошић Ана Врљић | Губитак  | 1–4 рет. |